# Drayton (Norfolk)
Drayton è un villaggio e parrocchia civile dell'Inghilterra, appartenente alla contea del Norfolk.